# Minuccio Minucci

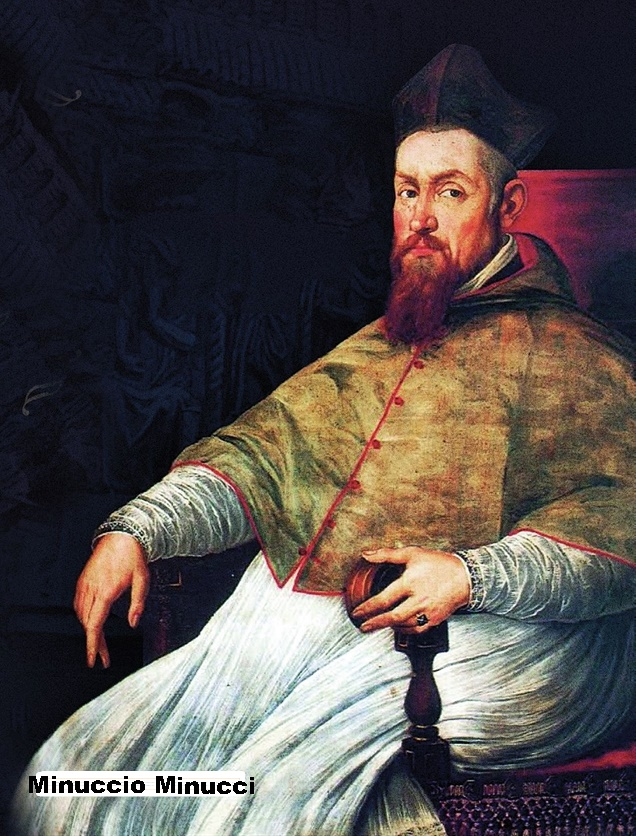
Erzbischof Minuccio Minucci

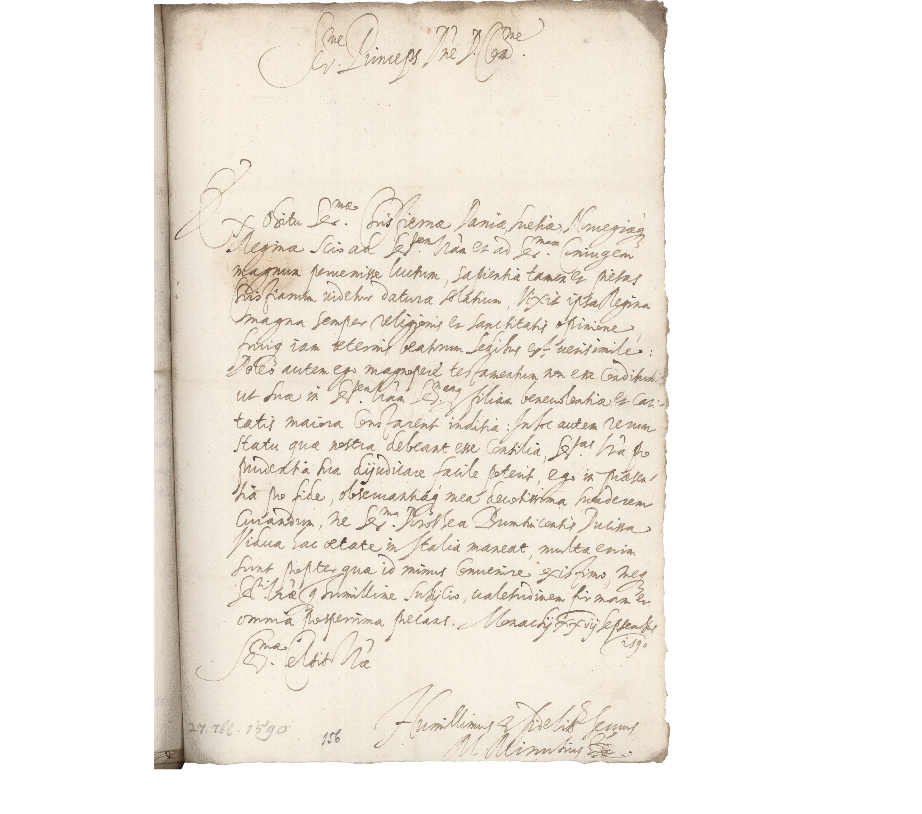
Brief des Geistlichen und herzoglich bayerischen Geheimen Rates Minuccio Minucci an den bayerischen Herzog Wilhelm V. vom 27. September 1590 (München). Minucci unterrichtet den Herzog über das Ableben der Christina von Dänemark und unterbreitet ihm Ratschläge, wie darauf politisch reagiert werden sollte.

Minuccio Minucci (* 17. Januar 1551 in Serravalle (Vittorio Veneto); † 7. März 1604 in München) war Priester, Geheimer Rat des Münchner Herzogs, Diplomat Bayerns, Sekretär der Congregatio Germanica und Erzbischof von Zadar.

## Leben
Geboren wurde Minuccio Minucci am 17. Januar 1551 im venezianischen Serravalle. Von seiner Familie wurde er 1567 oder 1568 für zwei Jahre zu seinem Onkel Andrea Minucci gesandt, der Erzbischof von Zadar war. Danach immatrikulierte er sich an der Universität Padua und erlangte den Doktorgrad beider Rechte – also weltlichen und kirchlichen Rechts.
1573 vermittelte ihm ein Landsmann die Position als Sekretär des Apostolischen Nuntius für Innsbruck, Salzburg und München, woraufhin er fünf Jahre in München verbrachte und Beziehungen zum Haus Wittelsbach, dem bayerischen Herrscherhaus, aufbaute.
Nach dem Tod des Nuntius wurde Minucci Sekretär des Kardinals Giovanni Ludovico Madruzzo, Fürstbischof von Trient. Mit ihm reiste Minucci 1582 zum Augsburger Reichstag.
1583 engagierte Minucci sich in einer Krise in Köln: Gebhard Truchsess von Waldburg war Erzbischof von Köln, doch hatte er sich öffentlich von der katholischen Kirche losgesagt, die Glaubensfreiheit verkündet und die evangelische Agnes von Mansfeld geheiratet. Minucci reiste, wie viele andere Geistliche, nach Köln und engagierte sich für die katholische Kirche, vor allem aber für Ernst von Wittelsbach als künftigen Erzbischof. Der Papst setzte Truchsess von Waldburg ab und exkommunizierte ihn. Truchsess von Waldburg wollte aber nicht nachgeben und so kam es zum Kölner Krieg, in dem Ernst von Wittelsbach siegte und Kölner Erzbischof wurde.
Die Bedeutung Minuccis dafür, dass das Bischofsamt an Ernst von Wittelsbach ging, ist sehr umstritten; sicher ist allerdings, dass er mit seinem Einsatz in Köln den Wittelsbachern Loyalität zollte und in der Folge am 6. Juni 1584 zum Geheimen Rat des bayerischen Herzogs ernannt wurde.
Die Priesterweihe empfing er 1585 oder 1587. 1587 ging er nach Rom, um dort die Interessen Bayerns zu vertreten. 1591 ernannte ihn der Papst zum Sekretär der Congregatio Germanica, eines ständigen Ausschusses von Kardinälen, der zur Aufgabe hatte, die deutschen Länder zum Katholizismus zurückzuführen. Seine Verbindungen mit Bayern und dem Haus Wittelsbach beobachteten die Anhänger des Kaisers in Rom argwöhnisch und machten ihm das Leben schwer. Dass Minucci schwer erkrankte, ist möglicherweise die Folge davon. 1596 wurde er zum Erzbischof von Zadar ernannt und verließ das schwierige Umfeld.
Er starb am 7. März 1604 bei einem Aufenthalt in München. Sein Grab befindet sich in der Kirche St. Michael in München.

## Wirken
Minucci hatte eine diplomatische Gabe und war jahrzehntelang dem Haus Wittelsbach verbunden. In einer Denkschrift bekannte er, dass ihm Deutschland ebenso wichtig wie sein Vaterland sei.
Er hatte sich eine ausgezeichnete Kenntnis der Verhältnisse in Deutschland angeeignet und verfasste etliche Schriften und Bücher, die in späteren Zeiten als wertvolle Geschichtsquellen seiner Zeit geschätzt und studiert wurden – vor allem über die Situation der Konfessionen in Deutschland. Besonders bekannt ist sein Buch über die Geschichte der Uskoken, die zur Zeit Minuccis auf der Flucht vor den Türken an der dalmatischen Küste lebten.
In Deutschland ist Minucci vor allem als entschlossener Gegner der Protestanten in Erinnerung geblieben. Er scheute keine Mühen in seinen Versuchen, deutsche protestantische Fürsten zum Katholizismus zu bekehren oder zurückzuführen. Man erhoffte sich damit, die übrig gebliebenen protestantischen Fürsten zu isolieren.
Sein Nachlass im Umfang von 52 Bänden befindet sich im Deutschen Historischen Institut in Rom.